# Emmen, Nederländerna
Emmen är en kommun i provinsen Drenthe i Nederländerna. Kommunens totala area är 346,29 km² (där 8,81 km² är vatten) och invånarantalet är på 107 113 invånare (2018). Orten är känd för sitt stora zoo, Dierenpark Emmen.

## Sport
- FC Emmen